# Terry Nichols
Pour les articles homonymes, voir Nichols.
Terry Lynn Nichols, né le 1er avril 1955 à Lapeer, est un vétéran de l'armée américaine reconnu complice de Timothy McVeigh dans l'attentat d'Oklahoma City en 1995. Emprisonné à perpétuité, il purge sa peine à l'ADX Florence.

## Biographie

### Enfance et étude
Élevé dans une ferme dans la campagne du Michigan, Terry Nichols rêve de devenir médecin. Premier enfant de la famille à entrer à l'université, à l'université de Central Michigan, il doit la quitter pour aider sa mère à la ferme après le divorce de ses parents. 

### Carrière et famille
Avant son incarcération, il occupe divers emplois à court terme, travaillant comme fermier, gérant d'élévateur à grain, négociateur immobilier ou encore propriétaire de ranch. Marié, il semble heureux de rester à la maison à s'occuper de ses enfants mais son mariage est en difficulté ; il surprend tout le monde en rejoignant l'armée le 24 mai 1988. Il divorce en octobre 1988 et obtient la garde de son fils. Lors de son bref passage dans l'armée américaine, il y rencontre Timothy McVeigh, avant de demander son détachement en 1989 après moins d'une année de service. En juillet 1990, il part aux Philippines pour trouver une femme et se marie à Marife Torres, une jeune femme de 17 ans qu'il épouse le 20 novembre 1990. En mai 1991, il retourne aux États-Unis à Henderson, au sud de Las Vegas. Lorsque sa femme le rejoint en Amérique un mois plus tard, elle est enceinte d'un autre homme. En août 1992, il tente de renoncer à sa citoyenneté en retournant sa carte de vote.

### Attentat d'Oklahoma City

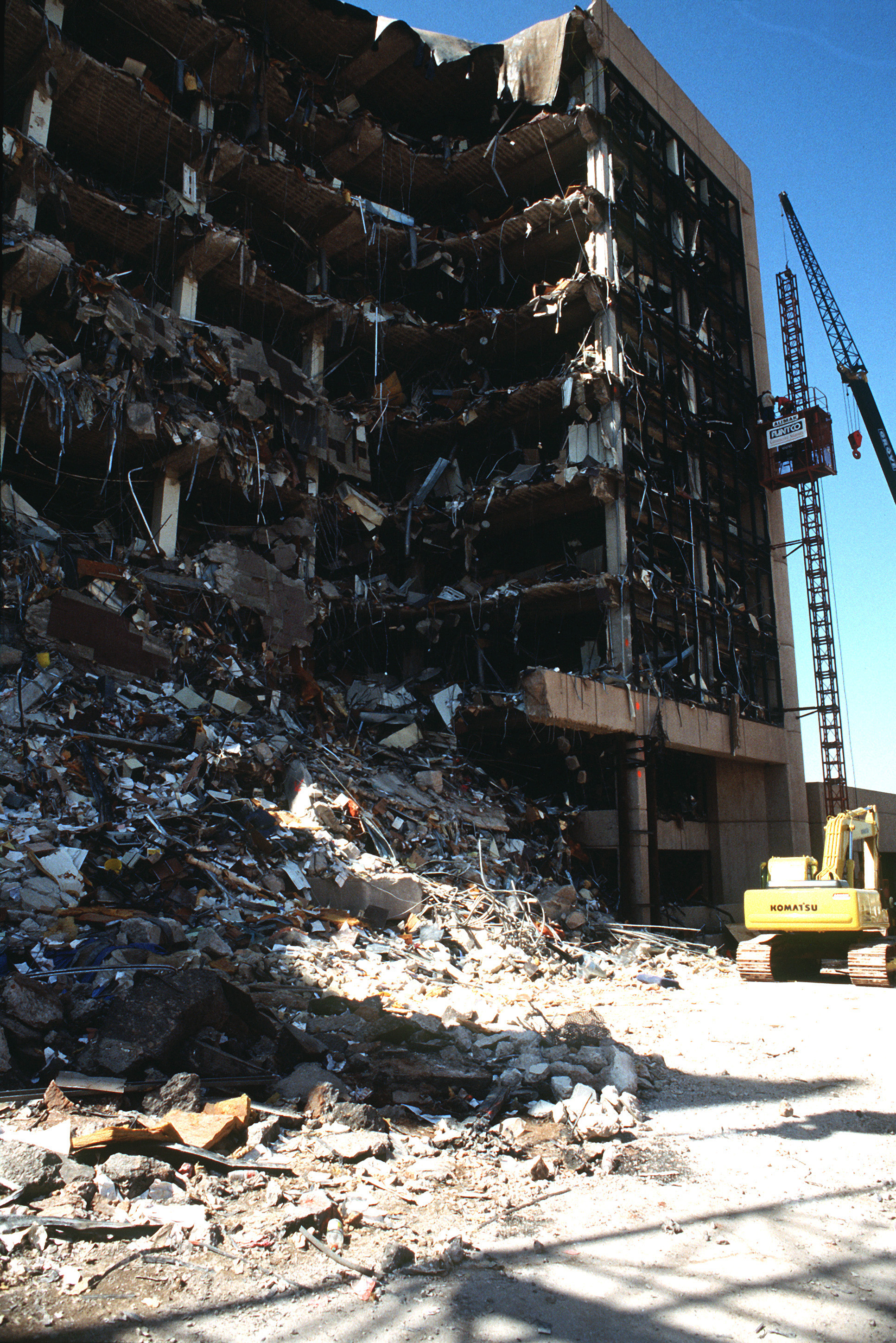
Le bâtiment fédéral Alfred P. Murrah, site de l'attentat d'Oklahoma City, deux jours après l'explosion.

En 1994 et 1995, il conspire avec McVeigh dans la planification et la préparation de l'attentat d'Oklahoma City. Cet attentat à la bombe contre le bâtiment fédéral Alfred P. Murrah à Oklahoma City le 19 avril 1995 a entraîné la mort de 168 personnes.

### Procès et condamnation
Après un procès fédéral en 1997, Nichols est reconnu coupable de complot en vue d'utiliser une arme de destruction massive et de huit chefs d'homicides involontaires pour avoir tué des membres du personnel fédéral. Il est condamné à la réclusion à perpétuité sans possibilité de libération conditionnelle après que le jury ne parvienne à se mettre d'accord sur une condamnation à mort. Il est également jugé en Oklahoma pour des accusations d'assassinat portées par l'État à la suite de l'attentat à la bombe. Il est reconnu coupable en 2004 de 161 chefs d'accusations de meurtres au premier degré, dont un chef d'homicide fœtal (une femme enceinte), un incendie criminel au premier degré et conspiration. Comme dans le procès fédéral, le jury de l'État se retrouve dans l'impasse sur l'imposition de la peine de mort. Il est condamné à 161 peines de prison consécutives sans possibilité de libération conditionnelle et est incarcéré à l'ADX Florence, une prison à sécurité maximale dans le Colorado. Il partage un bloc de cellules communément appelé le Bombers Row avec Ramzi Yousef (notamment connu pour l'attentat du World Trade Center de 1993), Eric Rudolph (attentat du parc du Centenaire) et Theodore Kaczynski (« Unabomber »).